# Pirena (mitologija)
V grški mitologiji se lahko Pirena (starogrško: Πυρήνη) nanaša na:
Pirena, hči kralja Bebrikija in ljubica (ali žrtev, odvisno od mita) Herakleja. Rodila je kačo in se tako zgrozila, da je pobegnila v gozd, kjer je umrla. Heraklej je zanjo ustvaril grobnico, tako da je nakopičil skale in tako oblikoval gorsko območje Pirenejev, poimenovanih po njej.
Pirena, imenovana tudi Pelopia, mati Kiknusa z Aresom.